# Yi San-hae
Det här är en artikel om en person med koreanskt personnamn; Yi är familjenamnet.
Yi San-hae (hangul: 이산해, hanja: 李山海) (1539-1609) var en koreansk statsman och Målare, skulptörer, poet. Han skrev under namnen Yeosu(여수, 汝受) och Ahgye(아계, 鵝溪), Jongnamsuong(종남수옹, 終南睡翁). och anses ha varit framstående inom gasa- och sijoformerna av klassisk koreansk poesi.

## Litterära verk
- Ah-gye-jip
- Ah-gye-yu-go

### Målare
- Son-jo-dae-wang-ji-mun
- San-su-mug-do